# Harilaid
Harilaid är en halvö i Estland.   Den ligger i landskapet Saaremaa (Ösel), i den västra delen av landet, 200 km sydväst om huvudstaden Tallinn. Arean är 4,5 kvadratkilometer. Harilaid ligger på ön Ösel.